# Горан Лончар
Горан Лончар (Београд, 27. август 2001) српски је фудбалер који тренутно наступа за Колубару.

## Статистика

### Клупска
Ажурирано 10. октобра 2023.
|            |          |                  |    |   |   |   |   |   |   |   |    |   |  |  |
| Нови Пазар | 2019/20. | Прва лига Србије | 6  | 0 | — | — | — | — | — | — | 6  | 0 |  |  |
| Нови Пазар | 2020/21. | Суперлига Србије | 0  | 0 | — | — | — | — | — | — | 0  | 0 |  |  |
| Нови Пазар | Укупно   | Укупно           | 6  | 0 | — | — | — | — | — | — | 6  | 0 |  |  |
|            |          |                  |    |   |   |   |   |   |   |   |    |   |  |  |
| Колубара   | 2020/21. | Прва лига Србије | 15 | 0 | 0 | 0 | — | — | — | — | 15 | 0 |  |  |
| Колубара   | 2021/22. | Суперлига Србије | 19 | 0 | 1 | 0 | — | — | — | — | 20 | 0 |  |  |
| Колубара   | 2022/23. | Суперлига Србије | 20 | 0 | 2 | 0 | — | — | — | — | 22 | 0 |  |  |
| Колубара   | 2023/24. | Прва лига Србије | 5  | 0 | 0 | 0 | — | — | — | — | 5  | 0 |  |  |
| Колубара   | Укупно   | Укупно           | 59 | 0 | 3 | 0 | — | — | — | — | 62 | 0 |  |  |
|            |          |                  |    |   |   |   |   |   |   |   |    |   |  |  |
| Каријера   | Каријера | Каријера         | 65 | 0 | 3 | 0 | — | — | — | — | 68 | 0 |  |  |
|            |          |                  |    |   |   |   |   |   |   |   |    |   |  |  |

### Утакмице у дресу репрезентације
| Репрезентација Србије у узрасту до 16 година старости | Репрезентација Србије у узрасту до 16 година старости | Репрезентација Србије у узрасту до 16 година старости | Репрезентација Србије у узрасту до 16 година старости | Репрезентација Србије у узрасту до 16 година старости | Репрезентација Србије у узрасту до 16 година старости | Репрезентација Србије у узрасту до 16 година старости | Репрезентација Србије у узрасту до 16 година старости | Репрезентација Србије у узрасту до 16 година старости | Репрезентација Србије у узрасту до 16 година старости |
| #                                                     | Датум                                                 | Такмичење                                             | Локација                                              | Домаћин                                               | Резултат                                              | Гост                                                  | Гол                                                   | Реф.                                                  |                                                       |
| ----------------------------------------------------- | ----------------------------------------------------- | ----------------------------------------------------- | ----------------------------------------------------- | ----------------------------------------------------- | ----------------------------------------------------- | ----------------------------------------------------- | ----------------------------------------------------- | ----------------------------------------------------- | ----------------------------------------------------- |
| 1.                                                    | 26. фебруар 2017.                                     | Пријатељска утакмица                                  | Стадион Доња Сутвара, Радановићи                      | Црна Гора                                             | 0 : 1                                                 | Србија                                                |                                                       | [ 15 ]                                                |                                                       |
| 2.                                                    | 2. април 2017.                                        | Развојни турнир УЕФА                                  | Градски стадион, Албена                               | Србија                                                | 2 : 1                                                 | Белорусија                                            |                                                       | [ 16 ]                                                |                                                       |
| 3.                                                    | 4. април 2017.                                        | Развојни турнир УЕФА                                  | Градски стадион, Албена                               | Бугарска                                              | 1 : 3                                                 | Србија                                                |                                                       | [ 17 ]                                                |                                                       |
| 4.                                                    | 6. април 2017.                                        | Развојни турнир УЕФА                                  | Градски стадион, Албена                               | Србија                                                | 2 : 0                                                 | Естонија                                              |                                                       | [ 18 ]                                                |                                                       |
| 5.                                                    | 19. мај 2017.                                         | Меморијални турнир „Миљан Миљанић”                    | Кућа фудбала, Стара Пазова                            | Србија                                                | 1 : 1                                                 | Финска                                                |                                                       | [ 19 ]                                                |                                                       |
| 6.                                                    | 20. мај 2017.                                         | Меморијални турнир „Миљан Миљанић”                    | Кућа фудбала, Стара Пазова                            | Србија                                                | 4 : 0                                                 | Казахстан                                             |                                                       | [ 20 ]                                                |                                                       |
| 7.                                                    | 7. јун 2017.                                          | Пријатељска утакмица                                  | Стадион у Горњој Вароши, Земун                        | Србија                                                | 3 : 0                                                 | Италија                                               |                                                       | [ 21 ]                                                |                                                       |
| 7                                                     | Укупан број утакмица и постигнутих погодака           | Укупан број утакмица и постигнутих погодака           | Укупан број утакмица и постигнутих погодака           | Укупан број утакмица и постигнутих погодака           | Укупан број утакмица и постигнутих погодака           | Укупан број утакмица и постигнутих погодака           | 0                                                     | [ 3 ]                                                 |                                                       |

| Репрезентација Србије у узрасту до 17 година старости | Репрезентација Србије у узрасту до 17 година старости | Репрезентација Србије у узрасту до 17 година старости | Репрезентација Србије у узрасту до 17 година старости | Репрезентација Србије у узрасту до 17 година старости | Репрезентација Србије у узрасту до 17 година старости | Репрезентација Србије у узрасту до 17 година старости | Репрезентација Србије у узрасту до 17 година старости | Репрезентација Србије у узрасту до 17 година старости | Репрезентација Србије у узрасту до 17 година старости |
| #                                                     | Датум                                                 | Такмичење                                             | Локација                                              | Домаћин                                               | Резултат                                              | Гост                                                  | Гол                                                   | Реф.                                                  |                                                       |
| ----------------------------------------------------- | ----------------------------------------------------- | ----------------------------------------------------- | ----------------------------------------------------- | ----------------------------------------------------- | ----------------------------------------------------- | ----------------------------------------------------- | ----------------------------------------------------- | ----------------------------------------------------- | ----------------------------------------------------- |
| 1.                                                    | 12. септембар 2017.                                   | Пријатељска утакмица                                  | Кућа фудбала, Стара Пазова                            | Србија                                                | 4 : 0                                                 | Јерменија                                             |                                                       | [ 22 ]                                                |                                                       |
| 2.                                                    | 14. септембар 2017.                                   | Пријатељска утакмица                                  | Кућа фудбала, Стара Пазова                            | Србија                                                | 5 : 0                                                 | Јерменија                                             |                                                       | [ 23 ]                                                |                                                       |
| 3.                                                    | 24. октобар 2017.                                     | Квалификације за Европско првенство                   | Кућа фудбала, Стара Пазова                            | Србија                                                | 3 : 2                                                 | Грчка                                                 |                                                       | [ 24 ]                                                |                                                       |
| 4.                                                    | 22. фебруар 2018.                                     | Пријатељска утакмица                                  | Кућа фудбала, Стара Пазова                            | Србија                                                | 1 : 1                                                 | Хрватска                                              |                                                       | [ 25 ]                                                |                                                       |
| 5.                                                    | 21. март 2018.                                        | Квалификације за Европско првенство                   | Стадион Андрув, Оломоуц                               | Србија                                                | 2 : 0                                                 | Чешка                                                 |                                                       | [ 26 ]                                                |                                                       |
| 6.                                                    | 24. март 2018.                                        | Квалификације за Европско првенство                   | Стадион СЦ Простејов, Простјејов                      | Србија                                                | 3 : 0                                                 | Украјина                                              |                                                       | [ 28 ]                                                |                                                       |
| 6                                                     | Укупан број утакмица и постигнутих погодака           | Укупан број утакмица и постигнутих погодака           | Укупан број утакмица и постигнутих погодака           | Укупан број утакмица и постигнутих погодака           | Укупан број утакмица и постигнутих погодака           | Укупан број утакмица и постигнутих погодака           | 0                                                     | [ 29 ]                                                |                                                       |

| Репрезентација Србије у узрасту до 18 година старости | Репрезентација Србије у узрасту до 18 година старости | Репрезентација Србије у узрасту до 18 година старости | Репрезентација Србије у узрасту до 18 година старости | Репрезентација Србије у узрасту до 18 година старости | Репрезентација Србије у узрасту до 18 година старости | Репрезентација Србије у узрасту до 18 година старости | Репрезентација Србије у узрасту до 18 година старости | Репрезентација Србије у узрасту до 18 година старости | Репрезентација Србије у узрасту до 18 година старости |
| #                                                     | Датум                                                 | Такмичење                                             | Локација                                              | Домаћин                                               | Резултат                                              | Гост                                                  | Гол                                                   | Реф.                                                  |                                                       |
| ----------------------------------------------------- | ----------------------------------------------------- | ----------------------------------------------------- | ----------------------------------------------------- | ----------------------------------------------------- | ----------------------------------------------------- | ----------------------------------------------------- | ----------------------------------------------------- | ----------------------------------------------------- | ----------------------------------------------------- |
| 1.                                                    | 7. септембар 2018.                                    | Пријатељска утакмица                                  | Стадион у Горњој Вароши, Земун                        | Србија                                                | 0 : 2                                                 | Италија                                               |                                                       | [ 30 ]                                                |                                                       |
| 1                                                     | Укупан број утакмица и постигнутих погодака           | Укупан број утакмица и постигнутих погодака           | Укупан број утакмица и постигнутих погодака           | Укупан број утакмица и постигнутих погодака           | Укупан број утакмица и постигнутих погодака           | Укупан број утакмица и постигнутих погодака           | 0                                                     |                                                       |                                                       |